# بورتريه لأم الرسام
بورتريه لأم الرسام هي لوحة زيتية رسمها فينسنت فان خوخ لوالدته. اللوحة ضمن مقتنيات متحف نورتون سيمون.